# Fabio Rainieri
Fabio Rainieri (San Secondo Parmense, 29 dicembre 1967) è un politico italiano.
Nato a San Secondo Parmense, è proprietario assieme al fratello di un podere agricolo a Ponte Taro, dove svolge l'attività di agricoltore e allevatore bovino, esperto nell'allevamento della razza frisona. È stato deputato per la Lega Nord, nella XVI legislatura dal 29 aprile 2008 al 14 marzo 2013. Dal 27 maggio 2012 al 19 dicembre 2015 ha ricoperto la carica di segretario della Lega Nord Emilia, succeduto da Gianluca Vinci (ex deputato Leghista, passato a FdI).
Attualmente ricopre la carica di consigliere regionale e di vicepresidente dell'Assemblea legislativa della regione Emilia-Romagna.

## Biografia

### Attività politica
Iscritto alla Lega Nord, è stato eletto consigliere presso l'amministrazione comunale di Fontevivo, in opposizione all'amministrazione di centro-sinistra. Per molti anni ha appoggiato le proteste dei lavoratori agricoli per il problema delle quote latte stabilite dalla Unione europea, appoggiando il movimento Cobas del latte e organizzando nel 1994 una manifestazione di protesta degli allevatori presso l'aeroporto di Malpensa.
Eletto alla carica di presidente della Lega Nord Emilia nel 2006, si è battuto contro l'immigrazione clandestina nella regione emiliana.

#### Elezione a deputato
Alle elezioni politiche dell'aprile 2008, è stato eletto alla camera dei deputati a Roma. Nel febbraio 2010 si è candidato alla carica di Sindaco di Fontevivo, con una lista di centro-destra Cambiamento Fontevivo formata da PdL-Lega Nord, venendo però superato dalla lista di centro-sinistra di Massimiliano Grassi.
Nel 2010 viene rinviato a giudizio con l'accusa di dichiarazione fraudolenta tramite false fatture, e successivamente assolto con formula piena.
Il 27 maggio 2012 è stato eletto dal congresso nazionale della Lega Nord segretario della Lega Nord Emilia..
Il 7 ottobre 2012, a Venezia, in occasione della festa dei popoli padani, è intervenuto tenendo un discorso per dare sostegno e solidarietà ai terremotati in Emilia.
Alle elezioni politiche del 2013 è candidato al Senato della Repubblica, in regione Emilia-Romagna, nelle liste della Lega Nord (in seconda posizione, dietro a Giulio Tremonti che era capolista in più circoscrizioni), tuttavia non riesce ad essere eletto poiché la Lega Nord in Emilia-Romagna si ferma al 2.68% dei consensi (e dunque non supera la soglia di sbarramento del 3% per poter eleggere senatori).
A partire dal 2014, si è fatto promotore e organizzatore della Festa Provinciale della sezione Lega Nord di Parma, manifestazione che si svolge l'ultimo week-end di luglio a Fontevivo.

#### Consigliere regionale
In occasione delle elezioni regionali in Emilia-Romagna del 2014 si è candidato per la carica di consigliere regionale, in provincia di Parma, nelle liste della Lega Nord, venendo eletto con oltre 2.600 preferenze.
In consiglio regionale assume la carica di Vicepresidente dell'Assemblea Legislativa.
Viene rieletto in occasione delle elezioni regionali in Emilia-Romagna del 2020, con oltre 5.600 preferenze, venendo riconfermato Vicepresidente dell'Assemblea legislativa il 28 febbraio 2020.

## Provvedimenti giudiziari
Il 12 gennaio 2015 è stato condannato a un anno e tre mesi di reclusione e al pagamento di un risarcimento di 150.000 euro: l'accusa era di diffamazione aggravata dalla discriminazione razziale. Tutto è nato da un'immagine pubblicata sulla sua pagina Facebook, dove il ministro di origini congolesi Cécile Kyenge veniva rappresentata con il volto da scimmia. All'epoca della denuncia dichiarò: «a noi leghisti dicono di peggio a me, ad esempio, quante volte hanno dato del bovaro», e al momento della sentenza ha ricevuto il supporto del segretario della Lega Nord Matteo Salvini.

## Attività a favore dell'agricoltura
Nel 1995, ha fondato il "Comitato Produttori Latte", divenuto poi Associazione Produttori Latte "Emilat", con diversi soci-allevatori della regione Emilia-Romagna, così da dar vita ad una serie d'incontri presso il Ministero dell'Agricoltura, per la soluzione di diverse problematiche che hanno attanagliato il settore agroalimentare ed in particolare la produzione lattiero-casearia, uno dei punti di forza per l'economia della regione emiliana, ossia la produzione del Parmigiano-Reggiano.